# Dezső Béres
Dezső Béres es un deportista húngaro que compitió en bochas adaptadas. Ganó una medalla de bronce en los Juegos Paralímpicos de Atenas 2004 en la prueba de dobles mixto (clase BC4).

## Palmarés internacional
| Juegos Paralímpicos | Juegos Paralímpicos | Juegos Paralímpicos | Juegos Paralímpicos |
| Año                 | Lugar               | Medalla             | Prueba              |
| ------------------- | ------------------- | ------------------- | ------------------- |
| 2004                | Atenas (Grecia)     | Medalla de bronce   | Dobles BC4 mixto    |